# Zemský okres Leer
Zemský okres Leer (německy Landkreis Leer) je zemský okres v německé spolkové zemi Dolní Sasko. Sídlem správy zemského okresu je město Leer. Má přibližně 168 tisíc obyvatel. 

## Města a obce
Města:
1. Borkum
2. Leer
3. Weener

Obce:
1. Brinkum
2. Bunde
3. Detern
4. Filsum
5. Firrel
6. Hesel
7. Holtland
8. Jemgum
9. Moormerland
10. Neukamperfehn
11. Nortmoor
12. Ostrhauderfehn
13. Rhauderfehn
14. Schwerinsdorf
15. Uplengen
16. Westoverledingen

nezařazené území: Lütje Hörn